# Tomás Aguilera
Tomás Rafael Aguilera Subero (Anzoátegui, 25 settembre 1977) è un ex cestista venezuelano.

## Carriera
Uno dei giocatori con più presenze nella Liga Profesional de Baloncesto. Dopo gli inizi ai Marinos de Anzoátegui, nel 2007 lascia il Venezuela per approdare prima in Argentina al Club Central Entrerriano Gualeguaychú, successivamente in Messico al Fuerza Regia.
Con il Venezuela ha disputato due edizioni dei Campionati mondiali (2002, 2006).

## Palmarès

### Squadra
- Campionati venezuelani: 4

Marinos de Anzoátegui: 1998, 2003, 2004
Trotamundos: 2006

### Individuale
- Sesto uomo dell'anno campionato venezuelano: 4

2000, 2002, 2006, 2013